# Петрово Брдо
Петрово Брдо (словен. Petrovo Brdo, итал. Colle Pietro) је насељено место у општини Толмин, Горишка регија, Словенија.

## Историја
До територијалне реорганизације у Словенији било је у саставу старе општине Толмин.

## Становништво
У попису становништва из 2011. године, Петрово Брдо је имало 130 становника.
| Број становника према пописима | Број становника према пописима | Број становника према пописима |
| ------------------------------ | ------------------------------ | ------------------------------ |
| 1991                           | 2002                           | 2011                           |
| 78                             | 126                            | 130                            |

## Галерија
- детаљ
- пут кроз село
- куће